# برت آلن (بازیکن فوتبال، زاده ۱۸۸۳)
برت آلن (انگلیسی: Bert Allen؛ ۵ ژوئیه ۱۸۷۹ – ۱۹۱۱ (۲۷−۲۸ سال)) بازیکن فوتبال اهل انگلستان بود که در لیگ فوتبال انگلیس برای باشگاه فوتبال استون ویلا و باشگاه فوتبال چسترفیلد بازی کرد.